# My Heart Is Calling
"My Heart Is Calling" é uma canção gravada pela artista norte-americana Whitney Houston para a banda sonora do filme dramático The Preacher's Wife (1996). Foi lançada a 10 de Junho de 1997 como o terceiro e último single do álbum. Composta unicamente por Kenneth "Babyface" Edmonds, que também ficou a cargo dos arranjos e produção, a obra é uma balada de R&B com influências de música gospel e funk cujas letras retratam conhecer alguém especial. Em geral, "My Heart Is Calling" recebeu opiniões bastante positivas pela crítica especialista em música contemporânea, que elogiaram o desempenho cheio de alma de Houston. Nos Estados Unidos, o tema atingiu o seu pico dentro das oitenta melhores posições da tabela musical de singles e posicionou-se dentro das quarenta melhores na tabela musical canções de R&B.

## Estrutura musical e conteúdo
"My Heart Is Calling" foi composta, produzida e arranjada unicamente por Babyface. Musicalmente, é uma balada de rhythm and blues (R&B) de ritmo moderado, composta com "uma batida". Chris Willman, da revista electrónica Entertainment Weekly, observou a música como uma balada de "pista-de-dança", enquanto Elysa Gardner, para o jornal Los Angeles Times, notou que a obra é tão influenciada pelo género musical gospel como pelo funk. Ela escreveu ainda que a canção explora o lado mais cheio de alma de Houston.
De acordo com a partitura publicada na página online Musicnotes.com pela Sony/ATV Music Publishing, a canção foi escrita na tonalidade de Sol maior. A sua batida é definida no compasso de tempo comum, e movimenta-se num metrónomo de 104 batimentos por minuto. A sua progressão de acordes segue a sequência Mim7—Ré/Fá♯—Sol—Lám7. A voz de Houston vai desde a nota baixa de Ré3 até à tonalidade alta de Mi5. Segundo Ted Cox, autor do livro biográfico Whitney Houston, a obra observa a cantora desenvolvendo os tons mais baixos do seu alcance.
Liricamente, "My Heart Is Calling" é uma canção de amor. De acordo com Bob Waliszewski, da revista Plugged In, "Houston captura exuberantemente a alegria de conhecer um alguém especial" ao longo da música.

## Recepção crítica
"My Heart Is Calling" recebeu opiniões bastante favoráveis pela crítica especialista em música contemporânea. Larry Flick, para a revista musical Billboard, observou que a música tem um "groove atrevido invulgar". Além disso, fez uma análise favorável, escrevendo que é "um lançamento refrescante perfeito que inteligentemente contorna a sua 'baladaria' honesta em favor de uma incursão credível para dentro de um território jeep-funk". Steve Jones, para o jornal USA Today, comentou que o single "... tem um sentimento espiritual. [Babyface e Houston] ajudam a manter uma coesividade temática que muitas bandas sonoras carecem de nestes últimos dias." Similarmente, Elysa Gardner, para o Los Angeles Times, fez uma análise positiva, escrevendo que "Houston mostra o seu lado cheio de alma com penacho igual, mesmo que tenha uma tendência de exagerar a ginástica vocal obrigatória em alguns momentos."

## Alinhamento de faixas
O CD single distribuído nos países da América do Norte apresenta o lado B "I Go to the Rock" como a segunda faixa.
- CD single (América do Norte)[9]

1. "My Heart Is Calling" — 4:15
2. "I Go to the Rock" — 4:05

## Créditos e pessoal
Os seguintes créditos foram adaptados do encarte da banda sonora The Preacher's Wife: Original Soundtrack Album (1997):
| - "My Heart Is Calling" - Kenneth "Babyface" Edmonds — composição, produção e arranjos, vocais de apoio - Whitney Houston — vocais principais, vocais de apoio - Shanna — vocais de apoio - Shanice Wilson — vocais de apoio - Brad Gilderman — engenharia - Jon Gass — mixagem | - "I Go to the Rock" - Dottie Rambo — composição - Mervyn Warren — produção - Whitney Houston — vocais, produção - The Georgia Mass Choir — coro - Joseph Magee — engenharia - Michael White — engenharia - Frank Wolf — engenharia, mixagem |

## Desempenho nas tabelas musicais
Nos Estados Unidos, "My Heart Is Calling" estreou no número 81 da tabela oficial de singles, segundo a publicação de 5 de Julho de 1997 da revista Billboard. Duas semanas depois, alcançou o seu pico no número 77. Na semana seguinte, abandonou a tabela musical. Na tabela de canções de R&B, a música estreou na posição 43, na publicação de 28 de Junho de 1997, ascendendo à posição 35 na semana seguinte, a sua máxima.
| País — Tabela musical (1997)                 | Posição de pico |
| -------------------------------------------- | --------------- |
| Estados Unidos — Hot 100 (Billboard)         | 77              |
| Estados Unidos — Hot R&B Singles (Billboard) | 35              |